# 廖筱君
廖筱君（1967年10月19日—），臺灣新聞記者、主播、主持人、製作人、作家。廖筱君出生於臺灣雲林縣西螺鎮，畢業於輔仁大學大眾傳播學系，台灣大學資訊管理所EMBA。她是三立新聞台政論節目《新台灣加油》的長期主持人，節目結束後，開辦個人Youtube網路頻道《筱君台灣 PLUS》。廖的夫婿是新聞人士、主播林傑煥目前是一家影像製作公司負責人，曾發行多部紀錄片獲金鐘獎肯定。

## 生平
學歷
- 世界新聞專科學校五專編採科
- 輔仁大學大眾傳播學系
- 台灣大學資訊管理所EMBA

經歷
- 警察廣播電台記者
- 經濟日報記者
- TVBS記者、主播
- 民視主播、主持人、製作人、新聞部副採訪主任
- 台視主播、主持人、製作人
- 年代新聞台主播、主持人、製作人、副總編輯
- 東森新聞台主播、製作人
- 三立新聞台主播、主持人、製作人（2009年6月15日－2022年4月15日)
- 《筱君台灣PLUS》Youtube網路頻道創辦人、主持人（2022年7月9日-）

### 歷略
出生於台灣雲林縣西螺鎮。世界新聞專科學校五專編採科畢業後，進入輔仁大學大傳系就讀。畢業後，在丈夫林傑煥的建議下，報考警廣記者並經錄取，擔任晨間新聞編輯。考進聯合報系，擔任《經濟日報》記者。又進入TVBS擔任文字記者，隨後接下主播職務，也使得她的知名度漸增。
1997年6月，民視開台，在當時民視新聞部經理楊憲宏引薦之下，廖筱君加盟民視，擔任主播及主持人。1999年至2000年，分別以《林肯大郡深入現場報導》、《畫說臺灣》、《九二一大地震採訪報導》、《文化論壇》入圍金鐘獎。
2001年元旦，廖筱君坐上台視主播台，成為《台視晚間新聞》播出三十年來首次非台視記者出身並由他台跳槽至晚間新聞主播的第一人，但也因此與民視爆發合約糾紛，民視憤而挖角從台視退休的盛竹如以報復台視。
2003年2月中旬，廖筱君因為生產向台視請辭。隔年加入年代新聞台，擔任《年代晚報》主播，並曾經跨台至超視代班主持《新聞挖挖哇》。
2007年初，廖筱君有意赴美國進修而請辭，但之後廖筱君取消赴美行程，加入東森新聞台，首先主持《向頭家報告：民進黨四大天王辯論會》，並於同年4月12日開始播報《東森晚間8、9點新聞》。2009年3月底，廖筱君在和東森新聞台的合約到期之後便不再續約而離開東森主播台，6月15日起於三立台灣台播報《三立晚間新聞》，同年9月成為政論節目《新台灣加油》主持人。2012年一度萌生辭意，但最後被三立所挽留。
2022年4月15日，主持完《新台灣加油》節目正式離職，離開待長達14年的三立新聞台，暫別新聞圈，引起台灣新聞界一陣譁然。由於《新台灣加油》長期佔據台灣政論性節目第一名收視，累積相當多海內外粉絲，廖筱君請辭之後，在臉書開立個人粉專廖筱君粉絲團，隨即湧入大量粉絲紛紛留言不捨、無法接受、甚至難過落淚要求廖筱君重返政論節目。更另外界訝異的是，其中包括不少來自中國的觀眾也給廖筱君肯定。
2022年7月9日，廖筱君在Youtube成立《筱君台灣PLUS》網路頻道，並擔任主持人。
2024年4月13日，《筱君台灣PLUS》頻道被以違反社群守則下架，並在《REAL TALK真實對話》頻道出現影片異常消失狀況，於2024年4月20日給予新頻道，但原頻道連結與內容已損失。
2024年9月，《筱君台灣PLUS》頻道再次被以違反社群守則下架，於9月11日恢復運作，在此事件後，邀請網路評論員上節目，深度分析網路攻擊針對的手法與原由。
2024年12月，《筱君台灣PLUS》與《REAL TALK真實對話》頻道再次被以違反社群守則下架。

## 家庭
- 其夫為曾於民視新聞、年代新聞、東森新聞台擔任主播的林傑煥。

## 榮譽

### 電視金鐘獎
| 年份   | 獲提名                   | 獎項                         | 結果 |
| ------ | ------------------------ | ---------------------------- | ---- |
| 1999年 | 《林肯大郡深入現場報導》 | 金鐘獎最佳新聞節目主持人     | 入圍 |
|        | 《畫說臺灣》             | 金鐘獎最佳文化節目與主持人獎 | 入圍 |
|        | 《九二一大地震採訪報導》 | 金鐘獎最佳新聞節目主持人     | 入圍 |
|        | 《文化論壇》             | 金鐘獎最佳談話性節目         | 入圍 |

### 傑出校友
| 年份 | 獲提名 | 獎項                   | 結果 |
| ---- | ------ | ---------------------- | ---- |
|      |        | 世新大學第二屆傑出校友 | 獲獎 |

## 作品

### 曾任主播或主持人的節目
| 年份                                 | 頻道       | 節目                                 | 備註                                     |
| 1995年                               | TVBS-N     | 《無線夜報》                         |                                          |
| 1997年                               | 民視無線台 | 《民視夜間新聞》                     | 與民視新聞台聯播                         |
| 1997年                               | 民視無線台 | 《民視頭條新聞》                     |                                          |
| 1997年－2000年9月22日                | 民視無線台 | 《民視六點晚間新聞》                 |                                          |
| 1997年                               | 民視無線台 | 《與首長有約》                       |                                          |
| 1998年                               | 民視無線台 | 《螢光幕後》                         | 民視新聞大年初五特別節目                 |
| 1998年－1999年                       | 民視無線台 | 《民視午間台語新聞》                 | 與民視新聞台聯播                         |
| 1999年                               | 民視無線台 | 《畫說台灣》                         | 兼任製作人                               |
| 1998年                               | 民視新聞台 | 《新聞八點檔》                       |                                          |
| 1999年－2000年9月22日                | 民視新聞台 | 《民視非官方新聞》                   |                                          |
| 2000年                               | 民視新聞台 | 《台灣文化論壇》                     |                                          |
| 2001年1月1日－2003年1月17日          | 台視       | 《台視晚間新聞》                     |                                          |
| 時間待查                             | 台視       | 《台灣眾意會》                       |                                          |
|                                      | 台視       | 《主流論壇》                         | 兼任製作人                               |
| 2002年12月7日                        | 台視       | 《雙城之戰》                         | 2002年北高市長選舉特別報導，與戴忠仁搭檔 |
| 2002年8月3日－2002年9月              | 台視       | 《超級大富翁 暑假大作戰》            | 與謝震武搭檔                             |
| 時間待查                             | 年代新聞台 | 《年代觀點新聞》                     |                                          |
| 時間待查                             | 年代新聞台 | 《年代焦點訪談》                     |                                          |
| 時間待查                             | 年代新聞台 | 《年代焦點新聞》                     |                                          |
| 時間待查                             | 年代新聞台 | 《黃金十點半》                       |                                          |
| 時間待查                             | 年代新聞台 | 《1600 CALL IN年代》                 |                                          |
| 時間待查                             | 年代新聞台 | 《年代夜報》                         | 兼任製作人                               |
| 時間待查                             | 年代新聞台 | 《Numbers向左走向右走》              |                                          |
| 時間待查                             | 年代新聞台 | 《數字台灣》                         |                                          |
| 時間待查                             | 年代新聞台 | 《藍海年代》                         | 兼任製作人                               |
| 2004年9月6日－2007年3月2日           | 年代新聞台 | 《年代晚報》                         | 兼任製作人                               |
| 2005年                               | 超級電視台 | 《新聞挖挖哇》                       | 代班主持人，與鄭弘儀搭檔                 |
| 2007年4月21日                        | 東森新聞台 | 《向頭家報告：民進黨四大天王辯論會》 |                                          |
| 2007年4月12日－2009年3月19日         | 東森新聞台 | 《東森8、9點晚間新聞》               | 兼任製作人                               |
| 2009年6月15日－2010年12月31日        | 三立台灣台 | 《三立晚間新聞》                     |                                          |
| 2009年9月－2022年4月15日             | 三立新聞台 | 《新台灣加油》                       |                                          |
| 2011年1月3日－2012年5月31日          | 三立新聞台 | 《三立新聞8點檔》                    |                                          |
| 2017年3月13日－待查                  | 三立新聞台 | 《新聞8點檔》                        |                                          |
| 2009年8月14日18時－2009年8月15日零時 | 三立都會台 | 《想要有個家》                       | 八八水災賑災特別節目                     |

### 電台
| 年份      | 頻道     | 節目                   | 備註 |
| 2004年1月 | 台北之音 | 《台北之音民意大調查》 |      |

### 著作
| 年份           | 書名                           | 作者           | 出版社     | ISBN            |
| 1997年6月25日  | 《從不妥協：溫柔背後的廖筱君》 | 廖筱君         | 精美出版社 | ISBN 9577168108 |
| 2001年10月25日 | 《不怕改變》                   | 廖筱君、林傑煥 | 圓神出版社 | ISBN 9576076897 |

## 軼事
網路上有人認為，現今台灣常用的字詞「草莓族」（多用來形容抗壓性低的年輕人），是出自於廖筱君在擔任《經濟日報》記者時期的報導。實際上，此字詞在台灣首先出自於1993年就業情報資訊創辦人翁靜玉的著作《辦公室物語》；而廖筱君在報導中引用翁靜玉之話，將此字詞首次帶入新聞媒體（2009年3月）。
|  | 近十年來台灣人口每年成長率平均約在10％，但人口的成長並未帶動勞參率的提升，顯示有工作能力而未就業的人數有增加的現象。翁靜玉說：「個人的勞動力沒有持續性，是造成勞動參與率停滯的原因。」她指出，年輕人離職率高，普遍欠缺工作倫理，不高興就換工作，這些稱為「新人類」或「草莓族」的年輕一代，將會是國內人力資源的隱憂。不少企業主向她抱怨，年輕人的耐心不夠，總覺得凡事理所當然，企業主對時下年輕人的工作態度頗感無奈。 |

─摘自1994年2月27日《經濟日報》「年輕人不愛工作愛升學」
|  | 安迅資訊公司入力資源部協理王冠軍認為，時下20多歲的就業者在台灣被稱為新新人類，在日本則有「草莓族」之稱，這些人普遍的工作持續性都不強，離職率高。他說：「許多新進人毫無工作倫理，把上班當作上課，愛來就來，不來就翹班。」 |

─摘自1994年3月13日《經濟日報》「新新人類不愛工作」

## 外部連結
| 前任： 戴忠仁 1997年1月9日—2000年12月31日 | 《台視晚間新聞》主播 2001年1月1日─2003年1月17日 | 繼任： 石怡潔 2003年1月20日—2004年6月26日 |